# Franz Paul von Mittermayr

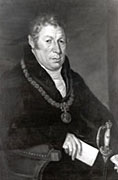
Franz Paul von Mittermayr (Gemälde im Münchner Stadtmuseum)

Franz Paul Joseph Mittermayr, ab 1792 Edler von Mittermayr (* 2. April 1766 in München; † 6. Juli 1836 ebenda), Rechtslizenziat (Lic. jur., Lehrberechtigung), war königlich bayerischer Kommunaladministrator und Erster Bürgermeister von München.
Als Edlen von Mittermayr erhob ihn Kurfürst Karl Theodor von Pfalzbayern am 4. Juli 1792 in München in den Reichsadelsstand (Immatrikulation im Königreich Bayern bei der Adelsklasse am 30. Juni 1809).

## Leben
Mittermayr verbrachte seine erste Schulzeit in Polling. 1784 beendete er seine gymnasialen Studien am churfürstlichen Schulhaus in München (heute Wilhelmsgymnasium München) und absolvierte anschließend am angeschlossenen Lyzeum das obligatorische Grundstudium (= Philosophie). Ab Herbst 1786 studierte er Rechtswissenschaft an der Universität Ingolstadt. Nach Abschluss des Studiums trat er in die Rechtspraxis beim Stadt-Oberrichteramt in München. In den Inneren Rat des Münchner Magistrat trat er 1791 ein. 1804 wurde er zum Bürgermeister auf Lebenszeit ernannt. Nach Aufhebung der magistratischen Verfassung 1810 erfolgte die Ernennung zum Kommunaladministrator von München. Von Mai 1818 bis zu seinem Tod am 6. Juli 1836 war Mittermayr Erster Bürgermeister von München. In seine Amtszeit fielen der Bau der Isarbrücke und der Neubau des abgebrannten Nationaltheaters. Er war König Max Joseph treu ergeben und hatte auch sein Bürgermeisteramt auf Lebenszeit inne, was damals nicht unüblich war.